# I Never Die

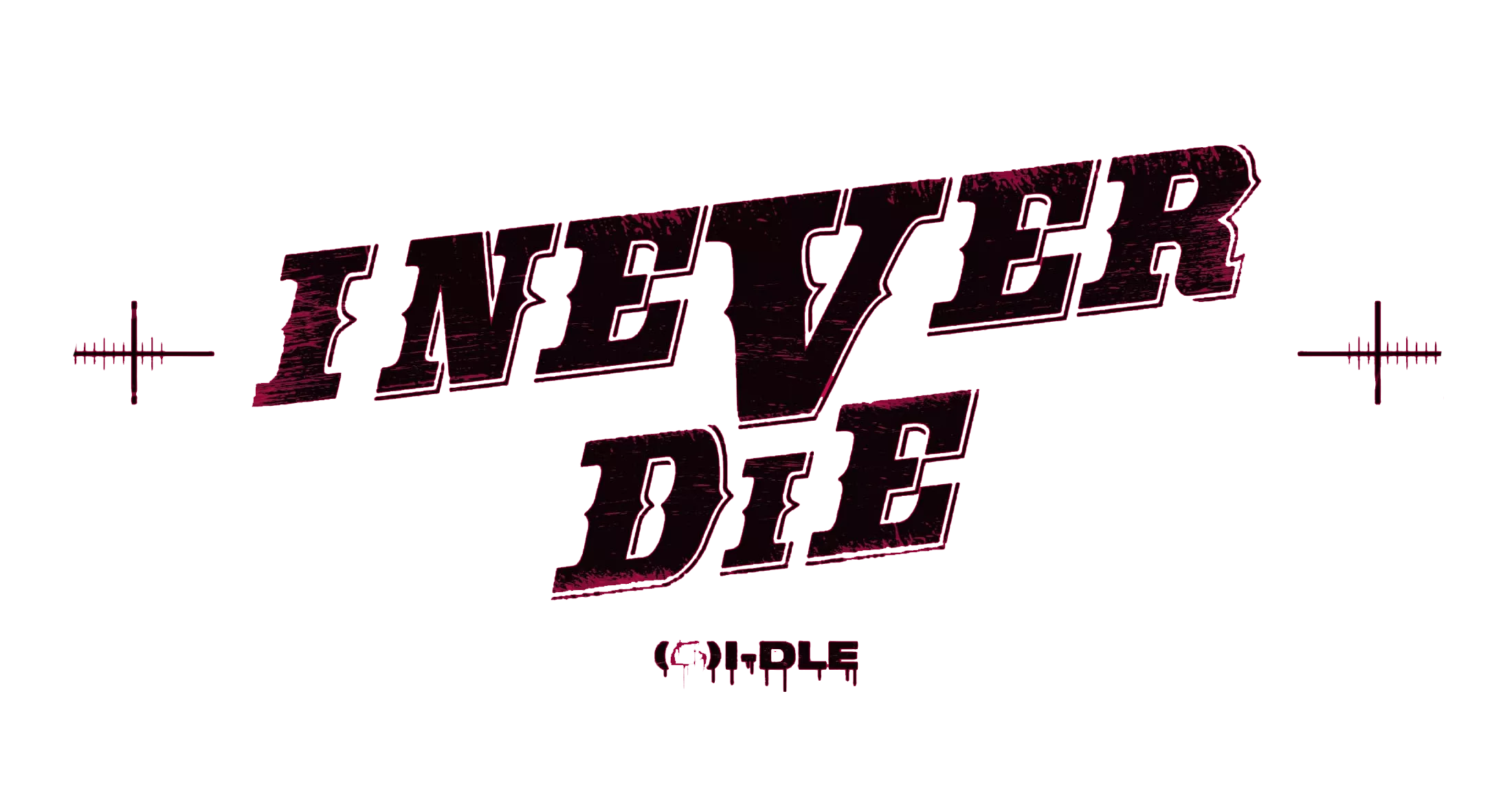

I Never Die è il primo album in studio del girl group sudcoreano (G)I-dle, pubblicato nel 2022.

## Tracce
1. Tomboy – 2:55
2. Never Stop Me (말리지 마) – 2:25
3. Villain Dies – 3:05
4. Already – 3:25
5. Polaroid – 3:40
6. Escape – 3:30
7. Liar – 2:55
8. My Bag – 2:41

Tracce Bonus CD
1. Tomboy (explicit) – 2:55